# Four Courts

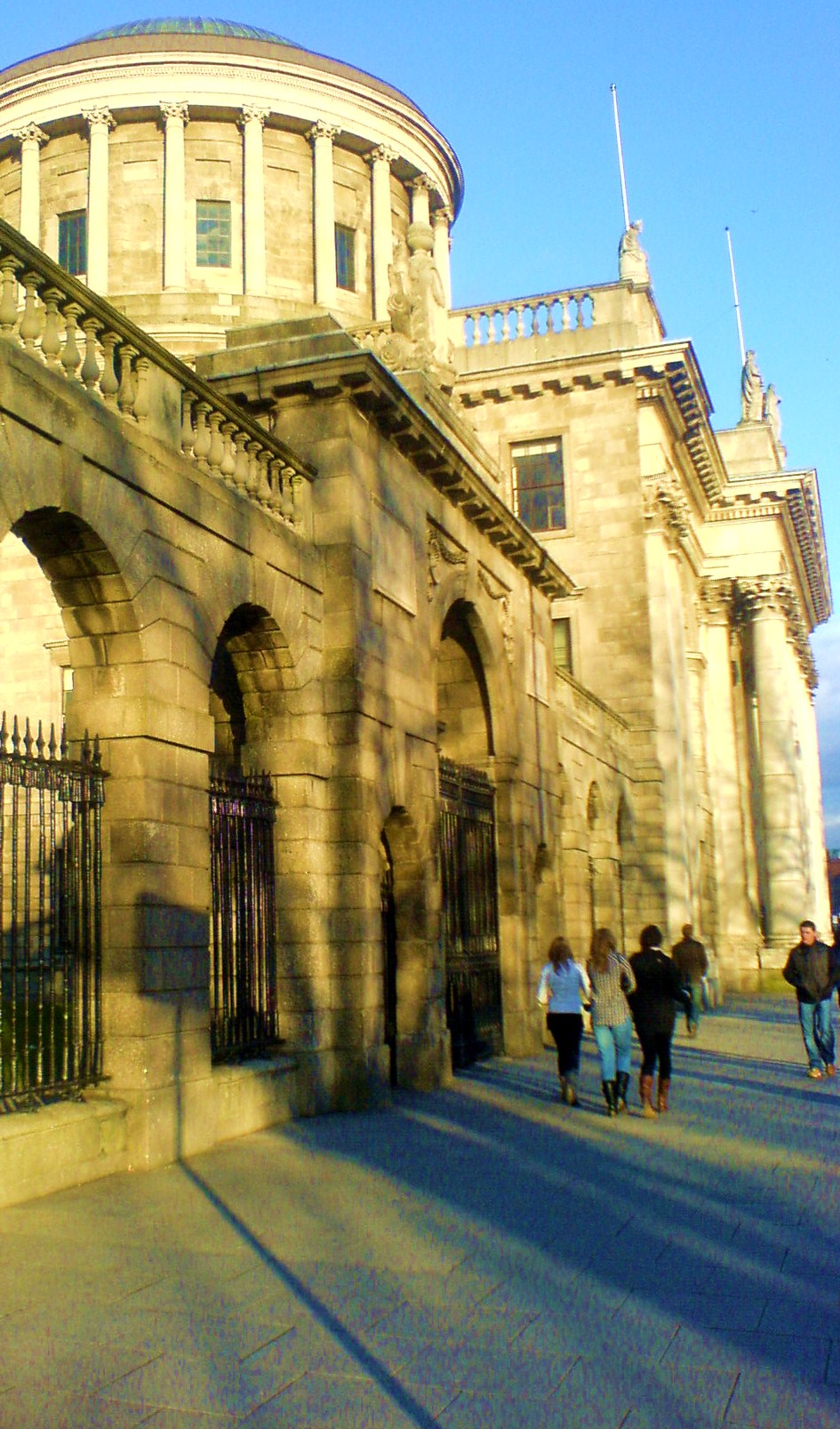
Four Courts w Dublinie

Four Courts (irl. Na Ceithre Cúirteanna) – główny budynek sądu przy Inns Quay w Dublinie w Irlandii; siedziba Sądu Najwyższego (ang. Supreme Court), sądu powszechnego (ang. High Court) i Sądu Okręgowego Dublina (ang. Dublin Circuit Court). Budynek do 2010 roku był również siedzibą wydziału karnego (ang. Central Criminal Court).

## Pochodzenie nazwy
Nazwa Four Courts pochodzi od czterech sądów zorganizowanych na tzw. prawie zwyczajowym, które mieściły się w tym budynku: sądu pospolitego zajmującego się sprawami cywilnymi (ang. Court of Common Pleas), sądu ławy królewskiej zajmującego się sprawami karnymi i odwoławczymi z sądu pospolitego (ang. Court of King’s Bench), sądu skarbu zajmującego się podatkami (ang. Exchequer) oraz sądu kanclerskiego zajmującego się sprawami spornymi i odwołaniami od wyroków na podstawie tzw. słuszności (ang. Court of Chancery). Podczas reformy systemu sądowniczego pod koniec XIX wieku sądy te połączono w jeden tzw. High Court of Ireland, ale historyczna nazwa pozostała.

## Budynek

### James Gandon
Pierwotny projekt dla archiwum państwowego (ang. Public Record Office of Ireland) to dzieło Thomasa Cooleya z 1776 roku. Po śmierci Cooleya w 1784 roku, James Gandon przejął zlecenie i przeprojektował budynek do formy z charakterystyczną prawie 20-metrowej średnicy kopułą dominującą od strony rzeki. W 1790 roku teren należący do Honorowego Stowarzyszenia King’s Inns zrzeszającego prawników odkupiono pod budowę gmachu sądu. Główna bryła powstawała w latach 1786–1796, ale ostateczny kształt z podcieniami i bocznymi skrzydłami ukończono w roku 1802.

### Architekci
Poza Jamesem Gandonem z Four Courts związani byli m.in. następujący architekci:
- Thomas Cooley (1753–1836) – pierwotny projekt Four Courts z 1776 roku;
- Henry Aaron Baker (1753–1836) – nadzór nad projektem J. Gandona do 1804 roku;
- Francis Johnston (1760–1829) – modernizacja, naprawy budynku i przygotowywanie kosztorysów np. ochrony przeciwpożarowej w latach 1809, 1818 i 1821;
- William Farrell (?–1851) – budynek adwokatów w latach 1825–26;
- Jacob Owen (1778–1870) – różne budynki w latach 1835–39, m.in. budynek ławników i prawników, budynek w północnej części działki, biblioteka, budynek sądu upadłościowego;
- James Higgins Owen (1822–1891) – różne budynki w latach 1858–60 na tyłach Four Courts oraz modernizacja i rozbudowa w 1879 roku;
- Enoch Trevor Owen (ok. 1833–1881) – budynek sądu upadłościowego w 1864 roku;
- John McCrudy i William Mansfield Mitchell – budynek ławników w latach 1873–74;
- Thomas Drew (1838–1910) – projekt nowej biblioteki w latach 1894–96;
- Thomas Joseph Byrne (1876–1939) – w latach 1925–32 z ramienia OPW kierował rekonstrukcją i renowacją budynku[5].

## Zniszczenia podczas wojny domowej

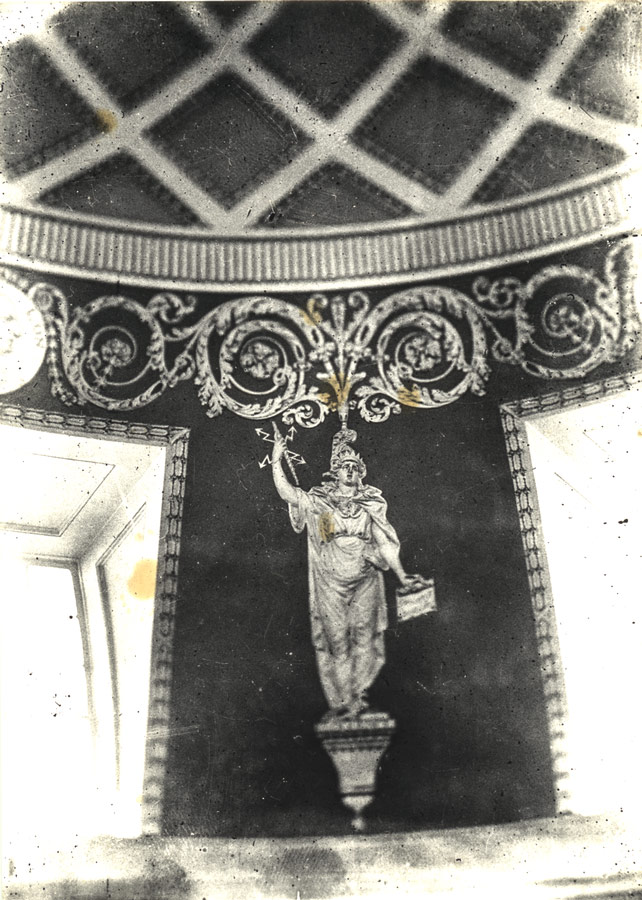
Dekoracja wnętrza kopuły proj. Gandona, zniszczona w 1922 roku

W czasie powstania wielkanocnego 1916 Four Courts był zajęty przez 1. batalion sił rewolucyjnych pod dowództwem Edwarda Daly’ego. Mimo artyleryjskiego ostrzału przez siły brytyjskie wielu dzielnic Dublina budynek przetrwał nienaruszony.
Od 14 kwietnia 1922 roku Four Courts okupowany jest przez oddziały IRA dowodzone przez Rory’ego O’Connora, który sprzeciwiał się podpisanemu porozumieniu angielsko-irlandzkiemu. Po kilku miesiącach bezczynności nasilające się naciski czekających na ewakuację Brytyjczyków oraz obawy przed zerwaniem przez nich traktatu spowodowały, że 28 czerwca wojska podległe tymczasowemu rządowi Wolnego Państwa Irlandzkiego na rozkaz dowódcy armii Michaela Collinsa zaatakowały budynek. Sprowokowało to kolejny tydzień walk w Dublinie, podczas których budynek mocno ucierpiał. Szczególnie jego zachodnie skrzydło, gdzie w czasie oblężenia doszło do eksplozji składu amunicji, który zniszczył archiwum państwowe. Prawie tysiąc lat historii w irlandzkich dokumentach przechowywanych w podziemiach Four Courts zostało bezpowrotnie zniszczonych: archiwum irlandzkiego parlamentu, setki archiwów kościelnych czy przechowywane tutaj wszystkie testamenty Irlandczyków począwszy od XVI wieku. Biorący udział w tych walkach, późniejszy premier Irlandii Seán Lemass oskarżany o celową detonację amunicji, zaprzeczał, że magazyn był zaminowany i wysadzony w powietrze przez okupujące wojska, podając za przyczynę przypadkowy wybuch podczas walk.

## Otwarcie w 1932 roku
Po zniszczeniu Four Court, przez kolejne 10 lat (także po odzyskaniu niepodległości przez Irlandię w 1924 roku), wszystkie sprawy sądowe odbywały się w pomieszczeniach na Zamku Dublińskim. W 1932 roku odbudowany przez OPW budynek otwarto ponownie. Większość oryginalnych dekoracji wnętrz projektu Jamesa Gandona nie zostało zrekonstruowanych zarówno ze względu na brak archiwalnej dokumentacji, zniszczonej w czasie walk, a także z braku środków finansowych nowo utworzonego państwa irlandzkiego. Zniszczoną kopułę uzupełniono i wzmocniono żelbetową oraz stalową konstrukcją. Uszkodzone z zewnątrz korynckie kolumny obrócono tak, że „ostrzelane” powierzchnie znajdują się od wewnątrz (dwie całkowicie zniszczone kolumny zastąpiono kopiami ze sztucznego kamienia). Aby zlikwidować problem wąskiego chodnika przed gmachem sądu skrzydła budynku odbudowano odsuwając je od rzeki w głąb działki, co zniszczyło oryginalny wygląd budynku, zaprojektowany przez Gandona w 1796 roku.
W latach 90. XX wieku Prezes Sądu Najwyższego (ang. Chief Justice) sugerował wybudowanie nowego budynku dla Sądu Najwyższego i pozostawienie pozostałych w budynku przy Inns Quay, jednak plany te nie zostały zrealizowane i siedzibą Sądu Najwyższego Irlandii pozostaje Four Courts.

## Wydział karny w nowym budynku sądu

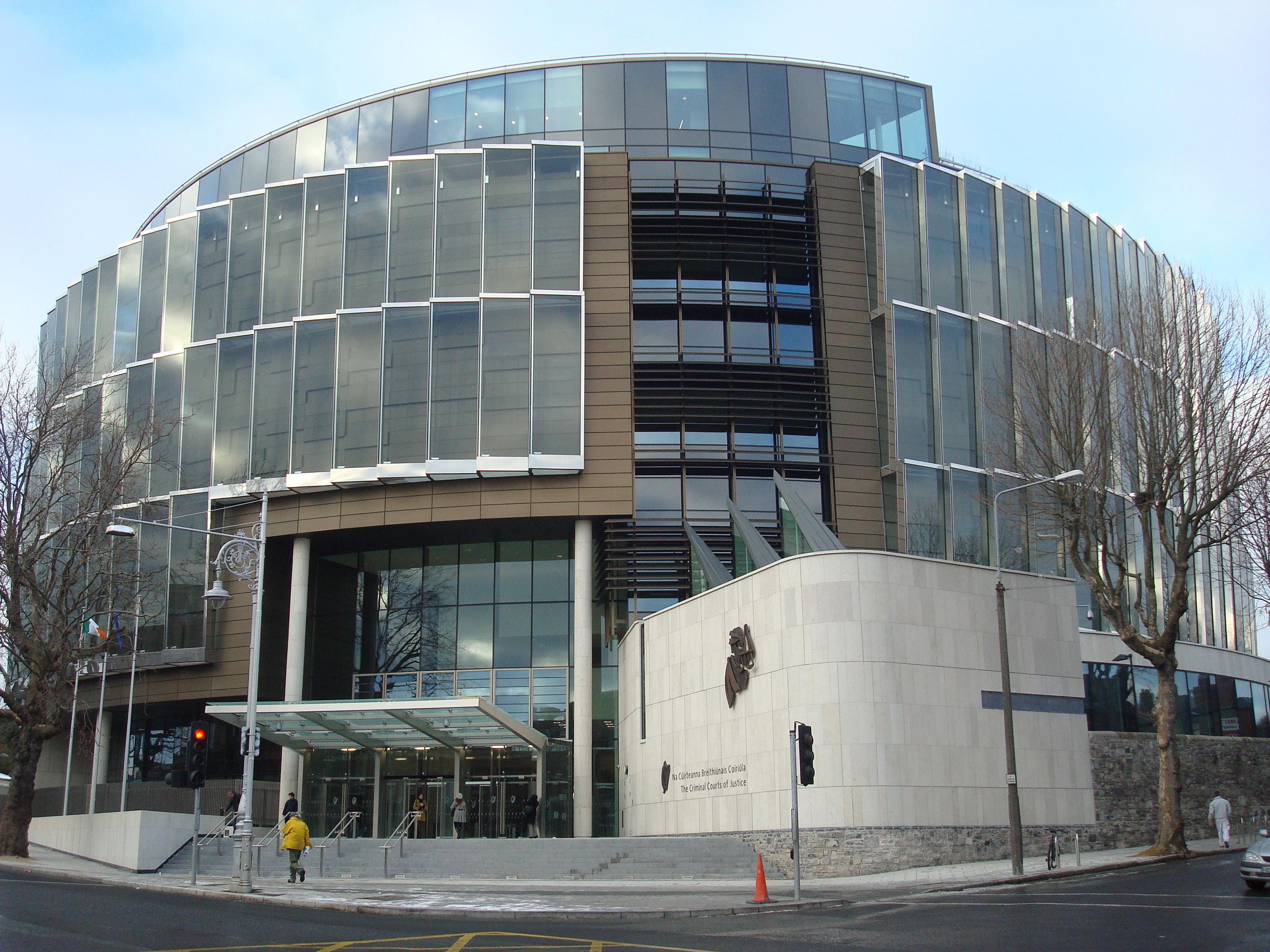
Nowy budynek wydziału karnego sądu przy Phoenix Parku w Dublinie

W styczniu 2010 roku, przy południowym wjeździe do Phoenix Parku, oddano do użytku nowy budynek sądu Criminal Court of Justice, do którego przeniesiono wydział karny. Nowy budynek projektu Henry’ego J. Lyonsa został wybrany w publicznym głosowaniu, w corocznym konkursie ogłaszanym przez RIAI na najlepsze irlandzkie projekty RIAI Irish Architecture Awards, najlepszym nowo wybudowanym budynkiem 2010 roku.
W budynku Four Courts dalej toczyć się będą wszystkie sprawy cywilne.